# Boca da Mata
Boca da Mata là một đô thị ở bang Alagoas, Brasil. Dân số năm 2004 ước tính là 25.273 người. 